# Ron Holland (basketspelare)
Ronald Dewayne Holland II, född 7 juli 2005 i Duncanville i Texas, är en amerikansk professionell basketspelare (SF/PF) som spelar för Detroit Pistons i National Basketball Association (NBA). Han spelade också för NBA G League Ignite i NBA G League.
Holland draftades av Detroit Pistons i första rundan i 2022 års draft som 13:e spelare totalt.